# Kleine Aa (Aabach)
Die Kleine Aa (auch Kleiner Aabach genannt) ist ein etwa 5,5 km langer, südöstlicher und orographisch rechter Zufluss des Aabachs bzw. des Aabachstausees im nordrhein-westfälischen Kreis Paderborn (Deutschland).

## Verlauf
Die Kleine Aa entspringt in Ostwestfalen rund 7 km nördlich der Grenze zu Hessen zwischen Bad Wünnenberg im Nordnordwesten und Marsberg im Osten an der Nahtstelle zwischen Briloner Hochfläche im Westen und Sintfeld im Norden. Ihre Quelle liegt rund 4,5 km westlich von Marsberg bzw. etwa 5,4 km nordöstlich des Briloner Stadtteils Madfeld. Ihr Wasser entfließt einem kleinen Feuchtgebiet, das sich rund 650 m nordöstlich des Totenkopfs (502,6 m ü. NHN) bzw. etwa 50 m (Entfernungen je Luftlinie) nordnordöstlich vom Totenkopfstein auf durchschnittlich 465 m Höhe erstreckt.
Wenige Hundert Meter nordöstlich des Bachursprungs entspringt die Karpke („Kalter Siepen“), unweit südlich befinden sich die Nordgrenze des Naturparks Diemelsee und die Quellbäche des Dütlingsbachs. Der „Schwesterbach“ der Kleinen Aa, die Große Aa, entspringt zirka 1,5 km südwestlich ihrer Quelle.
Die Kleine Aa fließt durch die Landschaft im Übergangsbereich von Obermarsberger Wald im Südosten und Madfelder Wald im Westen, sowie Fürstenberger Wald im Nordosten. Begleitet von Forst- und Wanderwegen verläuft der Bach überwiegend nordwärts, wobei er insgesamt sieben Teiche speist und zwischen dem zweiten und dritten dieser Stillgewässer eine ehemalige Glashütte passiert.
Schließlich mündet die Kleine Aa rund 3 km südlich von Fürstenberg auf 345,7 m Höhe in den Südostarm des vom Aabach durchflossenen Aabachstausees. Seit Errichtung dieses kleinen Stausees sind die letzten knapp 800 m Fließstrecke des Bachs bis zu seiner einstigen Mündung in den Aabach von Wassermassen des Stausees überflutet; insgesamt ist die Kleine Aa also etwa 6,3 km lang.

## Wasserscheide
Das Quellgebiet der Kleinen Aa liegt auf der Rhein-Weser-Wasserscheide. Während sich das Wasser der Kleinen Aa, die nach Norden verläuft, über Aabach, Afte, Alme und Lippe in meist westnordwestlicher Richtung in den Rhein entwässert, fließt jenes des Dütlingsbachs, der südlich ihres Quellgebiets entspringt, über die Diemel in hauptsächlich nordöstlicher Richtung in die Weser.